# قلعة أزوتشي

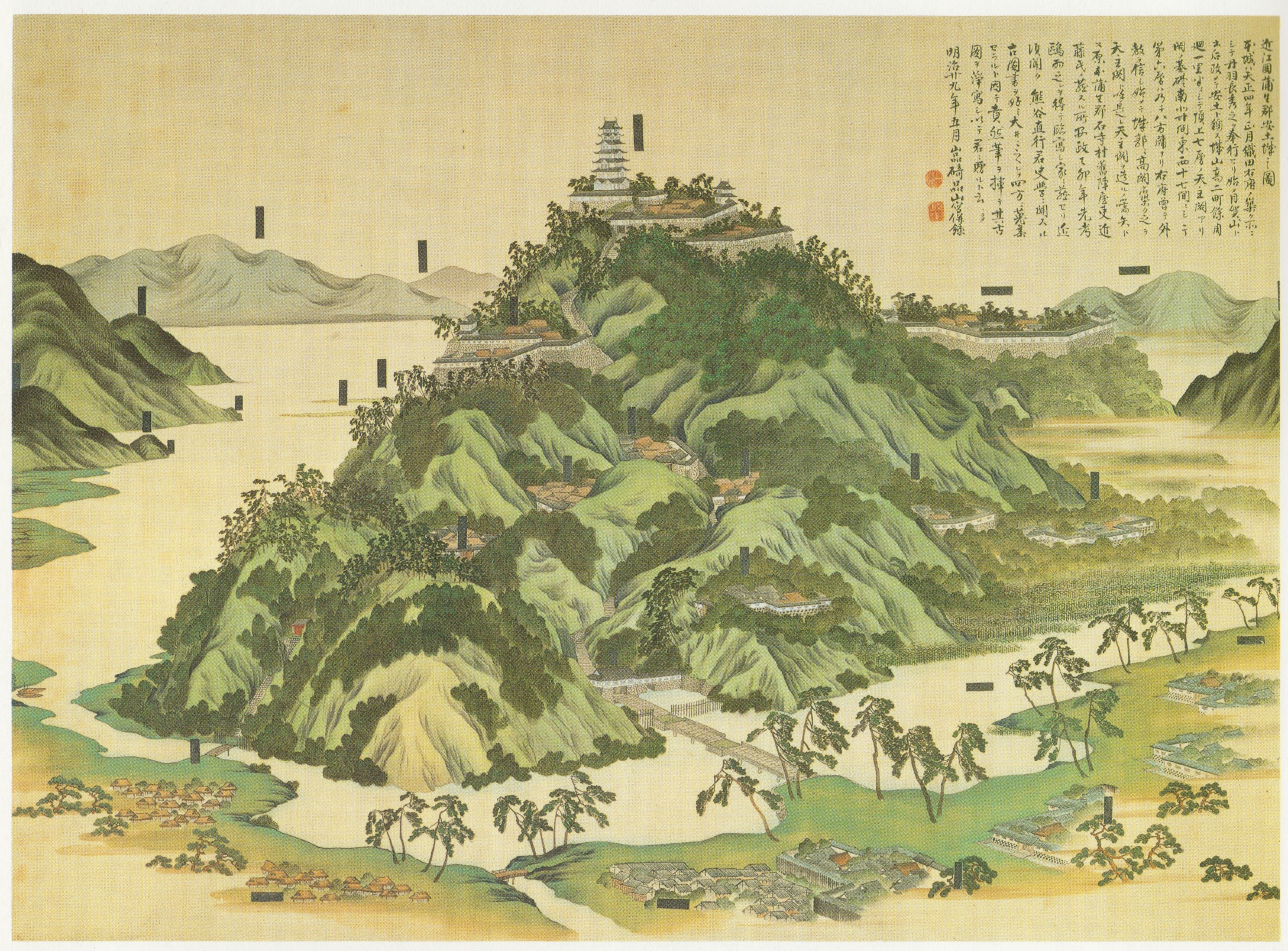
لوحة معاصرة تصور قلعة أزوتشي والتضاريس المحيطة بها.

قلعة أزوتشي (باليابانية: 安土城 أزوتشي-جو) كانت واحدة من أوائل القلاع اليابانية والتي أمر ببنائها أودا نوبوناغا، وبنيت في الفترة بين 1576 و1579 على شواطئ بحيرة بيوا في مقاطعة أومي. قصد نوبوناغا من اختيار ذلك الموقع لقربه من العاصمة كيوتو وبالتالي إحكام سيطرته على الحكم لقربه من القصر الإمبراطوري، كما أن ذلك الموقع توسط طرق الاتصالات بين كبائر العشائر الحاكمة في اليابان في تلك الفترة. لعبت قلعة أزوتشي دور دار الضيافة لكبار ضيوف نوبوناغا في تلك الفترة من أمثال توكوغاوا إياسو كما عقد فيها مناظرة أزوتشي الدينية (安土宗論) عام 1579 بين نيتشيرين وجودو.
وفي صيف عام 1582 وبعد وفاة نوبوناغا في حادثة هون-نوجي، هوجمت القلعة من قبل قوات أكيتشي ميتسوهيده ودمرت حرقا.
تلعب قلعة أزوتشي دورا مهما في دراسة التاريخ الياباني لدرجة أن فترة أزوتشي-موموياما سميت على اسمها.